# Helmut Lederer
Helmut Lederer  (* 8. August 1919 in Eger, Tschechoslowakei; † 11. Februar 1999 in Erlangen) war ein deutscher Fotograf und Bildhauer, der nach seiner Flucht aus dem westlichen Sudetenland von 1947 bis zu seinem Tod in Erlangen lebte und hier als freischaffender Künstler und von 1965 bis 1995 als Gestalter des Stadtmagazins Das neue Erlangen tätig war.

## Leben
Helmut Lederer wurde 1919 als eines von vier Kindern – er besaß zwei ältere Brüder und eine jüngere Schwester – des Verwaltungsdirektors des städtischen Krankenhauses in Eger geboren. Als er 1937 das  Abitur ablegte, war aufgrund seines langjährig gewachsenen Interesses am Fotografieren, Zeichnen und Modellieren eine universitäre Kunstausbildung vorgezeichnet. Mit 16 Jahren erlitt er beim Schlittschuhlaufen eine Schädelverletzung, weshalb ihm bei Kriegsausbruch eine Einberufung aus gesundheitlichen Gründen erspart blieb.
Die 1937 begonnene Ausbildung zum Filmfotografen an der TH Prag und in den Barrandov Studios brach er wegen der Sudetenkrise schon ein Jahr später wieder ab und studierte stattdessen von 1939 bis 1944 Bildhauerei in Wien. In diesen Zeitraum fielen auch Studienaufenthalte an der Accademia di Belle Arti in Florenz und Rom. Nach dem Abschluss des Studiums kehrte er Ende 1944 nach Eger zurück, wo er die Amerikanische Besetzung (bis zum Potsdamer Abkommen) und die sich daraufhin abzeichnende organisierte Vertreibung der Sudetendeutschen miterlebte. Einer Deportation kam die Familie Lederer 1945 durch Flucht ins Oberpfälzische Waldsassen zuvor. Nach einem Jahr Arbeit dort folgte Helmut Lederer seiner Familie 1946 nach Erlangen, wo er 1947 ein erstes provisorisches Hinterhofatelier auf dem Gelände der heutigen Kinderklinik bezog. Ab 1957 verfügte er über ein selbst entworfenes, an sein Reihenendhaus in der Leimberger Straße 61 angebautes Atelier nördlich des Buckenhofer Forstes im äußersten Osten Erlangens.
Als autodidaktischer Kunstfotograf veröffentlichte er Bildbände über die Bildhauer Marino Marini und Henri Laurens sowie über Mexiko; seiner fränkischen Wahlheimat widmete er die dem Genre der subjektiven Fotografie zuzuordnenden und im Stadtmagazin Das neue Erlangen (1965–1995) veröffentlichten Bildserien Fachwerke (thematisierte den Verfall des Fachwerks in Franken), Tod in Franken (Motive u. a. von Judenfriedhöfen) (1972–1981), Kirschgärten (1975) und Graue Gärten (1977). Ab Mitte der 1980er Jahre gab er die Fotografie gänzlich auf und beschränkte sich auf die Tätigkeit als freischaffender Bildhauer, Grafiker und Maler. Seit den 1960er Jahren hatte er zahlreiche Aufträge aus der aufstrebenden Erlanger Industrie erhalten und sich einen guten Ruf als Industriedesigner und Werbegraphiker erworben.
Der Großteil seiner plastischen Werke aus Gips und Bronze besteht aus abstrahierten, auf Rundungen und Kugelelemente reduzierten Frauenakten. Noch heute schmücken zahlreiche Plastiken von ihm den Erlanger öffentlichen Raum.
Im Jahr 2012 wurde die in Alterlangen in der Nähe des Westbades gelegene Helmut-Lederer-Straße nach ihm benannt.

## Ausstellungen
- 1951:[3] Winter, 1948 (Schwarzweißfotografie) in der Ausstellung subjektive fotografie in Saarbrücken
- 1994:[1] Formen, weiblich in der Städtischen Galerie Erlangen
- 2001:[1] Fundus Lederer (Kurator: Jürgen Sandweg) im Kunstmuseum Erlangen
- 2004:[1] Helmut Lederer. Das fotografische Werk 1937–1981 (Kuratorin: Simone Förster) erst im Fotomuseum München und danach im Kunstmuseum Erlangen
- 2005:[1] atelier lederer (Kuratorin: Gertraud Lehmann) im Kunstmuseum Erlangen

## Ehrungen
- Kulturpreis der Stadt Erlangen (1977)
- Wolfram von Eschenbach-Kulturpreis des Bezirks Mittelfranken (1981)

## Werke (Auswahl)
- Wandbild[4] (1956, Gebbertstraße 123, Erlangen; vier Meter breites, in Spachteltechnik ausgeführtes Wandbild mit den Körpern von 4 jungen Menschen auf blauem Hintergrund)
- Die vier Kraniche[4] (1962, Liegnitzer Straße Erlangen; vier Bronze-Kraniche im Schulhof der Poeschke-Schule)
- Erste Schritte[4] (1963, Jamin-/Hans-Geiger-Straße Erlangen; Bronzeplastik einer Frau mit ihrem Kind)
- Orgelpfeifen-Komposition[4] (1976, Dompfaffstraße 111, Erlangen; 13 Eisenrohre)
- Schüsselesbrunnen[3] (1977, Kaiserstraße Nürnberg; 60 Kupferschalen und 7 Bronzekugeln)
- Mater[4] (1988, Hauptstraße 72, Erlangen; abstrakte Frauenplastik aus Bronze, 2009 von Buntmetalldieben gewaltsam vom Granitsockel entfernt)
- Königin III[3] (1992, Rathausplatz Erlangen; Bronze, poliert)